# Église paroissiale Notre-Dame Auxiliatrice
L'église paroissiale Notre-Dame Auxiliatrice (en hongrois : Mária Keresztények Segítsége plébánia) est une église catholique romaine de Budapest, située dans le quartier d'Angyalföld. 